# ۶۵۶ (خورشیدی)
۶۵۶ ششصد و پنجاه و ششمین سال هجری خورشیدی است.

## مناسبت‌ها
در آن سالی که ما را وقت خوش بود/ ز هجرت ششصد و پنجاه و شش بود (گلستان سعدی)